# Skórzec (Mazovië)
Skórzec is een dorp in de Poolse woiwodschap Mazovië. De plaats maakt deel uit van de gemeente Skórzec en telt 1069 inwoners.